# 潮井水源
潮井水源（しおいすいげん）は熊本県上益城郡益城町にある湧き水による水源。

## 概要
「潮井水道水源」と彫られている高さ、幅ともに約３mのコンクリート製貯水槽に貯められ、地域の人の飲料水や生活用水として利用されている。
熊本県によると、水温17～18度の水が湧き出て、昔は4つの集落の水をまかなっていたという。森林地帯の中にあり、付近は公園として整備されている。

## 所在地
〒861-2233 熊本県上益城郡益城町杉堂1341

## アクセス
- 熊本空港から南東へ直線距離で約2㎞
- JR九州の豊肥本線、原水駅より車で約10分

## 周辺
- 潮井神社
- 徳富蘇峰生誕記念碑